# ノルム保存型擬ポテンシャル
ノルム保存型擬ポテンシャル（ノルムほぞんがたぎポテンシャル、英: norm-conserving pseudopotential）は、1979年Hamann等によって考案された第一原理擬ポテンシャル（経験に依らないで作られた擬ポテンシャル）[1]。1982年にBachelet等によって、水素からプルトニウムまでの擬ポテンシャル作成のためのパラメーターの表を掲載した論文が出現してから、一般的に使用されるようになった[2]。ノルム保存擬ポテンシャル（ノルムほぞんぎポテンシャル）とも言う。
ノルム保存型擬ポテンシャル+平面波基底による電子状態計算手法が、原子間に働く力を求める上で都合が良かった（力の表式が比較的簡単なことや、Pulay補正の問題を回避し易いことなど）ため、1985年にカー・パリネロ法が出現した当初は、同手法を用いる上でほぼ例外なくこのノルム保存型擬ポテンシャルが利用され、更に多くの研究場面で使用されることとなった。
1990年にRappe等により最適化されたノルム保存型擬ポテンシャル[3]が考案された。この最適化されたノルム保存型擬ポテンシャルを用いると、より少ない平面波基底の数で、精度の良い電子状態の計算が可能となる。
ノルム保存型擬ポテンシャルの特徴は、切断半径内の電子の擬波動関数のノルムが、真の波動関数のノルムと一致するという条件の下に作られる（名前の由来）。これにより、切断半径内にある価電子が作る静電的ポテンシャルを正しく与えることができ、また原子の擬波動関数の対数微分と真の波動関数の対数微分の値及びそのエネルギー依存性がエネルギーの一次まで一致する。その結果、孤立した原子について作られた擬ポテンシャルを分子や固体に精度良く適用することが可能となる（高いトランスフェラビリティー）。

## ノルム保存擬ポテンシャル作成の条件
- 切断半径より外側で、擬ポテンシャルとその擬波動関数が、原子（以下、孤立原子を想定）のポテンシャルと波動関数（真の波動関数）と一致
- 切断半径で、上記が滑らかに一致（切断半径上での擬波動関数、原子の波動関数の対数微分の一致、トランスフェラビリティーに関わる）
- 切断半径内で、擬波動関数、原子の波動関数のノルムが一致
- 擬波動関数は、節（ノード）を持たない
- 擬ポテンシャルによるエネルギー固有値が、原子のエネルギー固有値と一致

(*)更に、より少ない平面波基底で計算可能な第一原理擬ポテンシャルとして、ウルトラソフト擬ポテンシャル（これはノルム保存型ではない）がある。